# Patrizia Luconi
Patrizia Luconi (Rimini, 24 ottobre 1970) è un'ex ginnasta italiana, tra le migliori azzurre degli anni ottanta, capace di eseguire, già all’epoca, il salto indietro avvitato alla trave.

## Carriera sportiva
Patrizia Luconi esordisce in nazionale giovanile nel 1982, non ancora dodicenne, in un triangolare Italia-Austria-Bulgaria, dove giunge terza nel concorso generale. Nello stesso anno è quindicesima ai Campionati europei juniores e vince la Coppa Città di Catania.
Nel 1983 giunge dodicesima all'American Cup e quinta ai Canadian Classic, dove si classifica al 1º posto alla trave e terza al corpo libero. All'incontro internazionale juniores Italia-Svizzera si classifica al secondo posto, dietro alla coetanea Giulia Volpi che sarà sua rivale per tutta la carriera. Ai IX Giochi del Mediterraneo, svoltisi a Casablanca, si classifica al 5º posto nel concorso generale ma vince la medaglia di bronzo nel corpo libero e nel concorso a squadre.
L'anno dopo si classifica tredicesima all'American Cup; vince nuovamente la Coppa Città di Catania e si prende la rivincita su Giulia Volpi, conquistando la medaglia d'oro alle Gymnasiadi italiane (la Volpi è seconda). Cede nuovamente alla rivale nel meeting juniores Italia-Svizzera, classificandosi al secondo posto e giunge sedicesima ai Campionati europei juniores, sfiorando la medaglia di bronzo nel volteggio. In autunno, a Teramo, si infortuna, rompendosi il menisco e i legamenti crociati e collaterali. 
L'infortunio non le impedisce, nel 1985, di partecipare ai Campionati mondiali a Montréal, dove si classifica trentesima nel concorso generale (unica finalista italiana), mentre la squadra italiana giunge quattordicesima.
Nel 1986 si classifica sedicesima all'American Cup, nel concorso generale e, l'anno successivo, partecipa ai Campionati mondiali a Rotterdam, dove si classifica al 29º posto (Volpi ventisettesima e squadra nazionale quattordicesima). Ai X Giochi del Mediterraneo, svoltisi a Latakia (1987), Patrizia Luconi contribuisce alla conquista della medaglia d'argento da parte della squadra nazionale.
La rottura del tendine di Achille, avvenuta all'inizio del 1988, le impedisce di gareggiare al meglio alle Olimpiadi di Seul, dove si classifica solo cinquantaquattresima nel concorso generale individuale (Volpi ventisettesima), pur ottenendo discreti risultati agli attrezzi (trentaduesima alle parallele asimmetriche) .
Consegue ancora un buon diciannovesimo posto, nel concorso generale, ai Campionati europei di Bruxelles del 1989 (Volpi trentaseiesima) e l'11º posto al Gran Premio Città di Roma. Poi il ritiro.
Patrizia Luconi ha ideato un esercizio al volteggio, inserito con il suo nome nel Codice internazionale dei punteggi.